# مائوریسیو کوئرو
مائوریسیو کوئرو (انگلیسی: Mauricio Cuero؛ زادهٔ ۲۸ ژانویهٔ ۱۹۹۳) بازیکن فوتبال اهل کلمبیا است که در پست وینگر برای باشگاه ایندپندینته آرژانتین بازی می‌کند.
وی همچنین در تیم ملی فوتبال زیر ۲۰ سال کلمبیا بازی کرده‌است.